# EWG-Mitgliedschaftsreferendum im Vereinigten Königreich 1975

Lage des Vereinigten Königreichs in der Europäischen Wirtschaftsgemeinschaft 1975

Am 5. Juni 1975 fand im Vereinigten Königreich ein Referendum über die Mitgliedschaft des Landes in der Europäischen Wirtschaftsgemeinschaft (EWG) statt. Bei einer Wahlbeteiligung von 64,0 % votierten 67,2 % der Abstimmenden für einen Verbleib in der EWG, der das Vereinigte Königreich zwei Jahre zuvor beigetreten war. Es war die erste landesweite Volksabstimmung in der Geschichte des Vereinigten Königreichs.

## Vorgeschichte

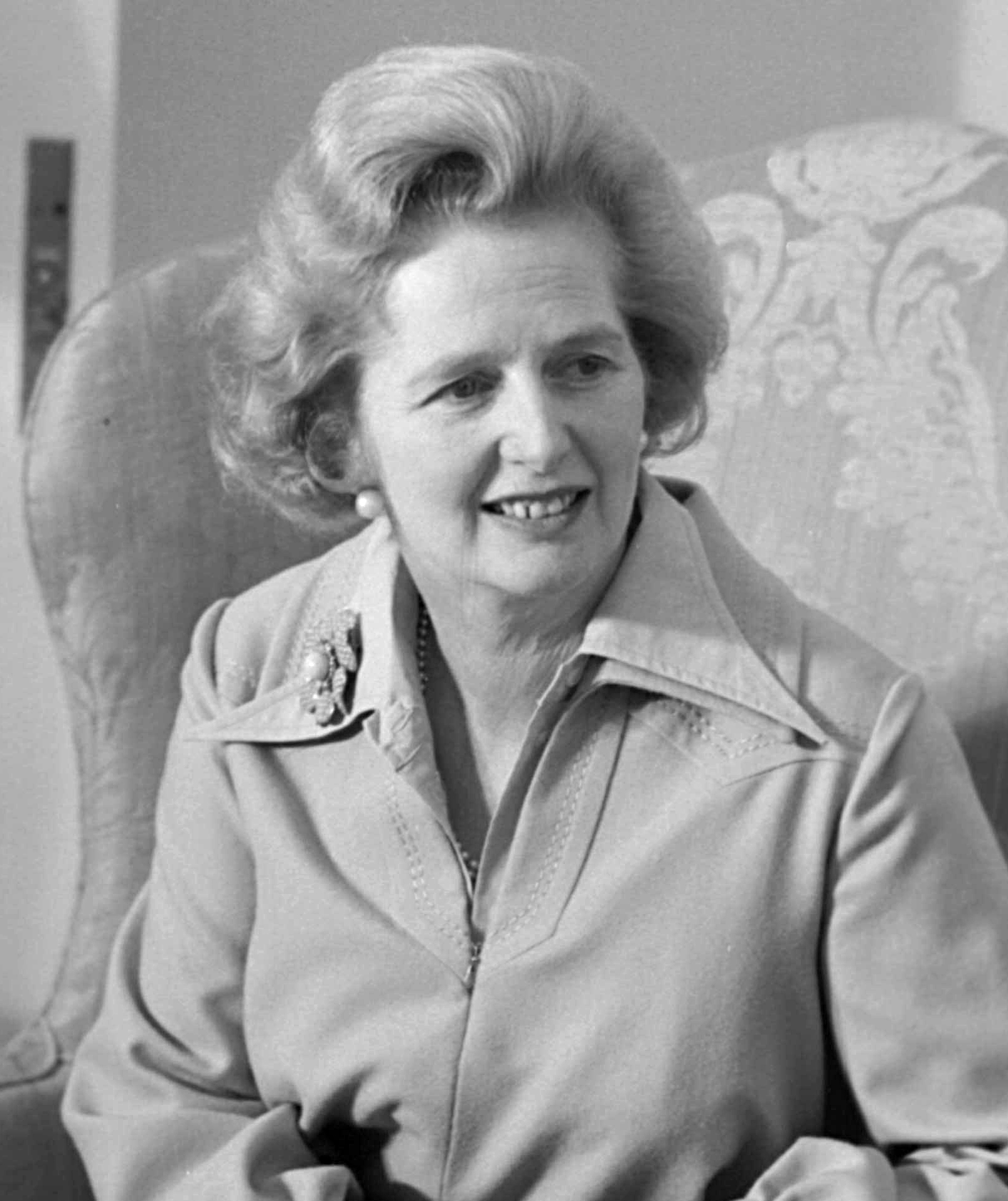
Die seit 1974 amtierende Parteivorsitzende der Konservativen, Margaret Thatcher, unterstützte die Ja-Kampagne

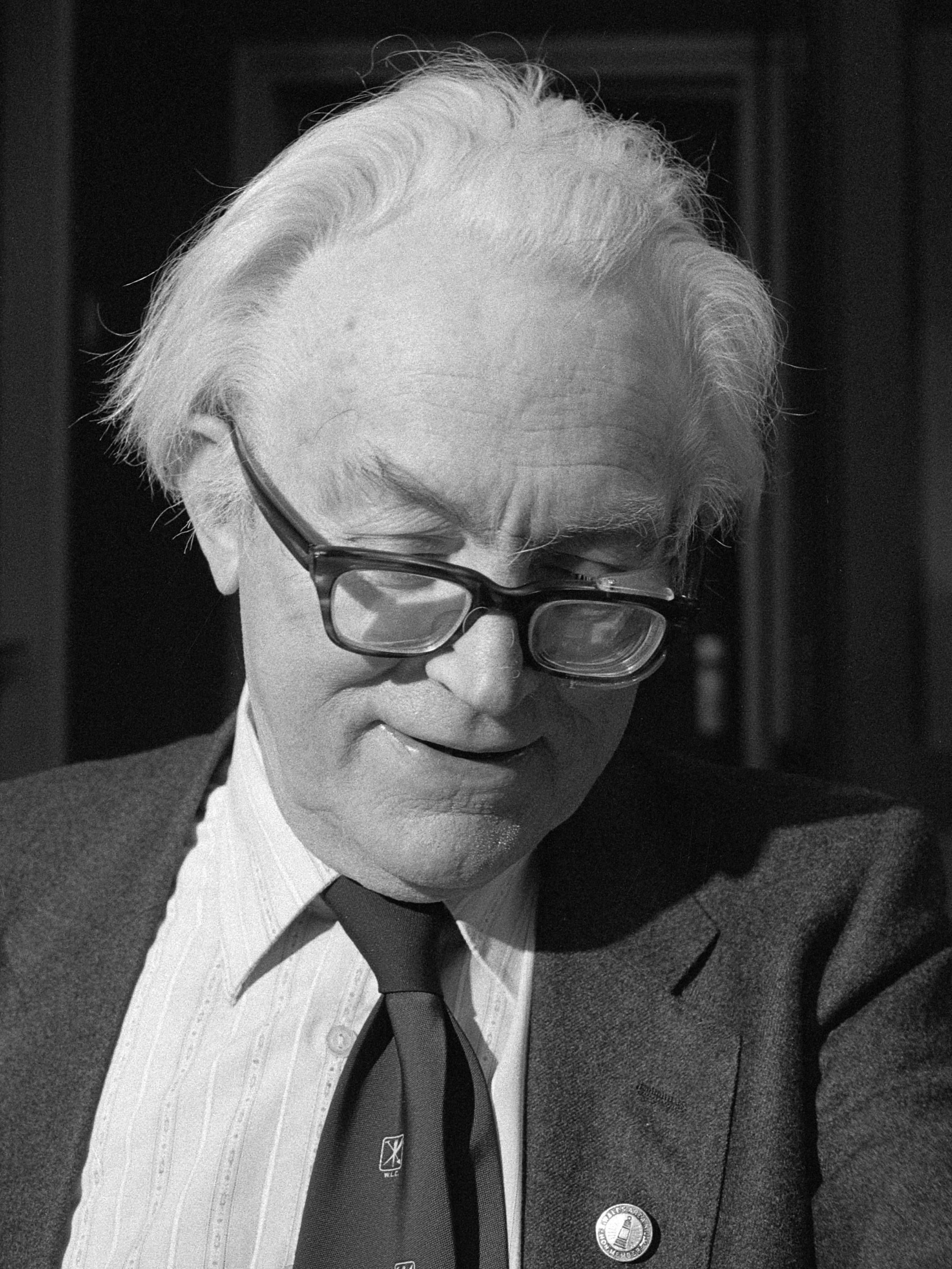
Michael Foot, einer der Labour-Politiker, die das Nein-Votum unterstützten

Nach dem Zweiten Weltkrieg hatte die Europäische Idee, d. h. die Idee der Schaffung eines übernationalen europäischen Staatenbundes, um künftige Kriege zu vermeiden, Hochkonjunktur. Der britische Premierminister Winston Churchill sprach sich mehrfach für die Schaffung eines solchen europäischen Staatenverbundes aus. Für Churchill und die meisten anderen britischen Politiker war jedoch ebenso klar, dass das Vereinigte Königreich einem solchen Staatenbund nicht angehören würde. Immer wenn Churchill in diesem Zusammenhang von „Europa“ sprach, meinte er damit Kontinentaleuropa. Großbritanniens Rolle sahen er und andere schwerpunktmäßig im Kontext des Commonwealth of Nations.
Auf dem europäischen Kontinent schritt derweilen die europäische Integration voran. 1952 wurde die Europäische Gemeinschaft für Kohle und Stahl (EGKS) gegründet. Am 25. März 1957 unterzeichneten 6 Staaten – Belgien, die westdeutsche Bundesrepublik, Frankreich, Italien, Luxemburg und die Niederlande – die Römischen Verträge, mit denen die Europäische Wirtschaftsgemeinschaft (EWG) gegründet wurde. Als kleinen Gegenentwurf zur EWG gründeten eine Anzahl von europäischen Staaten, die nicht der EWG angehörten, darunter auch das Vereinigte Königreich, 1960 die Europäische Freihandelszone (EFTA).
In den EWG-Ländern zeigte sich in den folgenden Jahren ein bemerkenswerter kontinuierlicher wirtschaftlicher Aufschwung, besonders eindrücklich war das sogenannte deutsche Wirtschaftswunder. Im Jahr 1961 stellte das Vereinigte Königreich unter Premierminister Harold Macmillan einen ersten Antrag auf Aufnahme in die EWG. Dieser wurde ebenso wie ein zweiter unter der Regierung von Harold Wilson 1967 gestellter Antrag aufgrund des Vetos des französischen Staatspräsidenten Charles de Gaulle abgelehnt. Als Gründe für das Veto wurden vor allem wirtschaftliche Argumente genannt, ausschlaggebend waren aber wohl eher politische Überlegungen. De Gaulle wollte einen angelsächsischen Einfluss in Europa verhindern, da dies seiner Konzeption von einem französisch geführten Europa widerstrebte. Alle anderen EWG-Mitgliedsstaaten sprachen sich für einen Beitritt Großbritanniens aus.
1969 trat de Gaulle vom Präsidentenamt zurück. Sein Nachfolger wurde Georges Pompidou, der dem EWG-Beitritt des Vereinigten Königreichs nicht ablehnend gegenüberstand.
Zur Absicherung ließ sich Pompidou die Zustimmung zur EWG-Erweiterung in einem Referendum am 23. April 1972 von der französischen Wählerschaft bestätigen. Nach längeren Verhandlungen traten am 1. Januar 1973 das Vereinigte Königreich zusammen mit der Republik Irland und Dänemark im Rahmen der ersten EWG-Erweiterung der EWG bei.

## Innenpolitische Debatte um den Beitritt bzw. die Mitgliedschaft
Im Vereinigten Königreich hatten sich alle drei größeren Parteien, die Konservativen, Labour und die Liberalen seit den 1960er Jahren für den EWG-Beitritt ausgesprochen. Das Hauptargument gegen den Beitritt war der, dass Großbritannien nicht die alten kulturellen und wirtschaftlichen Verbindungen zu den Ländern des Commonwealth gefährden solle. Um diese zu gewährleisten, wurden entsprechende Verträge aufgelegt.
Die Verhandlungen um den Beitritt hatte von britischer Seite im Wesentlichen der damalige, Mitte 1970 ins Amt gewählte konservative Premierminister Edward Heath, der ein überzeugter „Pro-Europäer“ war, geführt. Das Verhandlungsergebnis wurde von der oppositionellen Labour Party kritisiert, die versprach, im Falle eines Wahlsieges das Ergebnis nachzuverhandeln und anschließend eine Volksabstimmung durchzuführen. Die Nachverhandlungen sollten vor allem die Felder der gemeinsamen Agrarpolitik, die beabsichtigte Angleichung der Mehrwertsteuer und der Wirtschafts- und Währungspolitik betreffen. Im Februar 1974 kam es zu einer Neuwahl, bei der keine der beiden großen Parteien eine absolute Mehrheit gewann. Im Anschluss wurde eine Labour-Minderheitsregierung unter Premierminister Harold Wilson gebildet. Aufgrund der fehlenden Parlamentsmehrheit kam es noch im selben Jahr im Oktober zu einer zweiten Parlamentswahl, die die Labour Party mit sehr knapper Mehrheit gewann. Wilson blieb Premierminister. Seine Regierung nahm neue Verhandlungen mit der EWG auf und wesentlich auf den EWG-Gipfeltreffen im Dezember 1974 in Paris und im März 1975 in Dublin kam es zu einer Einigung. Die Änderungen am Vertragswerk wurden am 9. April 1975 durch das britische Parlament angenommen. Den Termin für das versprochene Referendum gab die Regierung im April 1975 bekannt. Im Referendum wurde die folgende Frage gestellt:

“Do you think the United Kingdom should stay in the European Community (Common Market)?”

„Sind Sie der Ansicht, dass das Vereinigte Königreich Mitglied der Europäischen Wirtschaftsgemeinschaft (des Gemeinsamen Marktes) bleiben sollte?“

Die meisten Befürworter der EWG-Mitgliedschaft waren eigentlich gegen ein Referendum gewesen. Dieses Element der direkten Demokratie war im Vereinigten Königreich neu und zum allerersten Mal erst bei dem Referendum in Nordirland 1973 zur Anwendung gekommen. Die nach der Wahlniederlage vom März 1974 zur neuen Parteiführerin der Konservativen gewählte Margaret Thatcher nannte das Referendum „ein Instrument von Diktatoren und Demagogen“ („a device of dictators and demagogues“).

Logo der EWG-Mitgliedschafts-Befürworter

In der Kampagne vor dem Referendum votierte die Mehrheit der Labour-Regierungsmitglieder einschließlich des Premierministers für ein Ja-Votum. Die Regierung ließ in großer Auflage entsprechende Informationsschriften an alle Haushalte verteilen. Immerhin 7 von 23 Kabinettsmitgliedern sprachen sich jedoch gegen die weitere EWG-Mitgliedschaft aus. Insbesondere auf dem linken Labour-Flügel gab es eine erhebliche Opposition gegenüber der Regierungspolitik. Um seine Labour-Parteifreunde von den Vorteilen der EWG-Mitgliedschaft zu überzeugen, reiste unter anderem der frisch gewählte Bundeskanzler Helmut Schmidt nach England und hielt am 30. November 1974 eine Rede auf dem Labour-Parteitag. Zu den führenden Labour-Politikern, die das Nein-Votum befürworteten, gehörten Michael Foot, Tony Benn, Peter Shore, Eric Varley, und Barbara Castle. Auf dem Labour-Parteitag am 26. April 1975 sprachen sich dann sogar mehr als die Hälfte aller Delegierten gegen die EWG-Mitgliedschaft aus. Aufgrund der inneren Zerrissenheit gab die Labour Party daher keine offizielle Wahlempfehlung heraus. Nach Ansicht einiger Wahlbeobachter hatte das Referendum in Wilsons Augen auch den Zweck, die zerstrittene Labour Party zusammenzuhalten. In den Worten des BBC-Kommentators Peter Kellner: „… the decision to hold the 1975 European Communities referendum […] was wholly to do with holding the Labour Party together“ („…die Entscheidung, ein Referendum abzuhalten war wesentlich von dem Ziel bestimmt, die Labour-Partei zusammenzuhalten“). Die konservative Parteiführerin Margaret Thatcher befürwortete entschieden die EWG-Mitgliedschaft. Die Zahl der EWG-Skeptiker bei den Konservativen war deutlich geringer als bei der Labour Party. Der bekannteste unter ihnen war Enoch Powell. Die Regionalparteien Scottish National Party (Schottland), Plaid Cymru (Wales), Ulster Unionist Party und Democratic Unionist Party (beide Nordirland) waren mehrheitlich für ein „Nein“-Votum. Zu den EWG-Mitgliedschafts-Befürwortern zählten die Liberal Party, die Social Democratic and Labour Party (SDLP), und die Alliance Party of Northern Ireland.
Die britischen Industrieverbände unterstützten ganz überwiegend die Ja-Kampagne, ebenso wie die ganz überwiegende Mehrheit der Presse und die Anglikanische Kirche. Mehrheitlich ablehnend waren die Gewerkschaften, die einen erheblichen Einfluss auf die Labour Party hatten. Insgesamt war die Ja-Kampagne wesentlich besser organisiert und finanziert.

## Ergebnisse

### Ergebnisse landesweit

Ja-Stimmen nach Landesteilen

Prozent Ja-Stimmen nach Grafschaften (Counties)

Landesweit gaben 25.903.194 von 40.456.877 registrierten Wahlberechtigten ihre Stimme ab, was einer Wahlbeteiligung von 64,03 % entsprach. 54.540 Stimmen wurden ungültig gewertet und 25.848.654 gültig. Von den gültigen Stimmen entfielen 17.378.581 (67,2 %) auf das Ja-Votum und 8.470.073 (32,8 %) auf das Nein-Votum.
| Landesteil             | Wahlbeteiligung (%) | Ja         | Ja    | Nein      | Nein  |
| Landesteil             | Wahlbeteiligung (%) | Zahl       | %     | Zahl      | %     |
| ---------------------- | ------------------- | ---------- | ----- | --------- | ----- |
| England                | 64,6                | 14.918.009 | 68,66 | 6.810.017 | 31,34 |
| Schottland             | 61,7                | 1.332.166  | 58,42 | 948.039   | 41,58 |
| Wales                  | 66,7                | 865.135    | 64,70 | 472.071   | 37,30 |
| Nordirland             | 47,4                | 259.251    | 52,15 | 237.911   | 47,85 |
| Vereinigtes Königreich | 64,03               | 17.378.581 | 67,23 | 8.470.073 | 32,77 |

## Ergebnisse nach Stimmbezirken

### England
| Landesteil | Beteiligung % | Ja-Stimmen | Nein-Stimmen | Ja (%) | Nein (%) |
| ---------- | ------------- | ---------- | ------------ | ------ | -------- |
| England    | 64,6          | 14.918.009 | 6.810.017    | 68,66  | 31,34    |

| Grafschaft (County)    | Ja-Stimmen | Nein-Stimmen | Ja (%) | Nein (%) | Beteiligung % |
| ---------------------- | ---------- | ------------ | ------ | -------- | ------------- |
| Avon                   | 310.145    | 147.024      | 67,8   | 32,2     | 68,7          |
| Bedfordshire           | 154.338    | 67.969       | 69,4   | 30,6     | 67,9          |
| Berkshire              | 215.184    | 81.221       | 72,6   | 27,4     | 66,4          |
| Buckinghamshire        | 180.512    | 62.578       | 74,3   | 25,7     | 69,5          |
| Cambridgeshire         | 177.789    | 62.143       | 74,1   | 25,9     | 62,9          |
| Cheshire               | 290.714    | 123.839      | 70,1   | 29,9     | 65,5          |
| Cleveland              | 158.982    | 77.079       | 67,3   | 32,7     | 60,2          |
| Cornwall               | 137.828    | 63.478       | 68,5   | 31,5     | 66,8          |
| Cumbria                | 162.545    | 63.564       | 71,9   | 28,1     | 64,8          |
| Derbyshire             | 286.614    | 131.457      | 68,6   | 31,4     | 64,1          |
| Devon                  | 334.244    | 129.179      | 72,1   | 27,9     | 68,0          |
| Dorset                 | 217.432    | 78.239       | 73,5   | 26,5     | 68,3          |
| Durham                 | 175.284    | 97.724       | 64,2   | 35,8     | 61,5          |
| Essex                  | 463.505    | 222.085      | 67,6   | 32,4     | 67,7          |
| Gloucestershire        | 170.931    | 67.465       | 71,7   | 28,3     | 68,4          |
| Greater London         | 2.201.031  | 1.100.185    | 66,7   | 33,3     | 60,8          |
| Greater Manchester     | 797.316    | 439.191      | 64,5   | 35,5     | 64,1          |
| Hampshire              | 484.302    | 197.761      | 71,0   | 29,0     | 68,0          |
| Hereford and Worcester | 203.128    | 75.779       | 72,8   | 27,2     | 66,4          |
| Hertfordshire          | 326.943    | 137.226      | 70,4   | 29,6     | 70,2          |
| Humberside             | 257.826    | 122.199      | 67,8   | 32,2     | 62,4          |
| Isle of Wight          | 40.837     | 17.375       | 70,2   | 29,8     | 67,5          |
| Isles of Scilly        | 802        | 275          | 74,5   | 25,5     | 75,0          |
| Kent                   | 493.407    | 207.358      | 70,4   | 29,6     | 67,4          |
| Lancashire             | 455.170    | 208.821      | 68,6   | 31,4     | 67,2          |
| Leicestershire         | 291.500    | 106.004      | 73,3   | 26,7     | 66,4          |
| Lincolnshire           | 180.603    | 61.011       | 74,7   | 25,3     | 63,7          |
| Merseyside             | 465.625    | 252.712      | 64,8   | 35,2     | 62,7          |
| Norfolk                | 218.883    | 93.198       | 70,1   | 29,9     | 63,8          |
| Northamptonshire       | 162.803    | 71.322       | 69,5   | 30,5     | 65,0          |
| Northumberland         | 95.980     | 42.645       | 69,2   | 30,8     | 65,0          |
| Nottinghamshire        | 297.191    | 147.461      | 66,8   | 33,2     | 67,7          |
| Oxfordshire            | 179.938    | 64.643       | 73,6   | 26,4     | 67,7          |
| Salop                  | 113.044    | 43.329       | 72,3   | 27,7     | 62,0          |
| Somerset               | 138.830    | 60.631       | 69,6   | 30,4     | 67,7          |
| Staffordshire          | 306.518    | 148.252      | 67,4   | 32,6     | 64,3          |
| Suffolk                | 187.484    | 72.251       | 72,2   | 27,8     | 64,9          |
| Surrey                 | 386.369    | 120.576      | 76,2   | 23,8     | 70,1          |
| East Sussex            | 249.780    | 86.198       | 74,3   | 25,7     | 68,6          |
| West Sussex            | 242.890    | 73.928       | 76,7   | 23,3     | 68,6          |
| Tyne and Wear          | 344.069    | 202.511      | 62,9   | 37,1     | 62,7          |
| Warwickshire           | 156.303    | 67.221       | 69,9   | 30,1     | 68,0          |
| West Midlands          | 801.913    | 429.207      | 65,1   | 34,9     | 62,5          |
| Wiltshire              | 172.791    | 68.113       | 71,7   | 28,3     | 67,8          |
| North Yorkshire        | 234.040    | 72.805       | 76,3   | 23,7     | 64,3          |
| South Yorkshire        | 377.916    | 217.792      | 63,4   | 36,6     | 62,4          |
| West Yorkshire         | 616.730    | 326.993      | 65,4   | 34,6     | 63,6          |

### Nordirland
| Landesteil | Beteiligung % | Ja-Stimmen | Nein-Stimmen | Ja (%) | Nein (%) |
| ---------- | ------------- | ---------- | ------------ | ------ | -------- |
| Nordirland | 47,4          | 259.251    | 237.911      | 52,15  | 47,85    |

### Schottland
| Landesteil | Beteiligung % | Ja-Stimmen | Nein-Stimmen | Ja (%) | Nein (%) |
| ---------- | ------------- | ---------- | ------------ | ------ | -------- |
| Schottland | 61,7          | 1.332.166  | 948.039      | 58,42  | 41,58    |

| Region                | Ja-Stimmen | Nein-Stimmen | Ja (%) | Nein (%) | Beteiligung % |
| --------------------- | ---------- | ------------ | ------ | -------- | ------------- |
| Borders               | 34.092     | 13.053       | 72,3   | 27,7     | 63,2          |
| Central               | 71.986     | 48.568       | 59,7   | 40,3     | 64,1          |
| Dumfries and Galloway | 42.608     | 19.856       | 68,2   | 31,8     | 61,5          |
| Fife                  | 84.239     | 65.260       | 56,3   | 43,7     | 63,3          |
| Grampian              | 108.520    | 78.071       | 58,2   | 41,8     | 57,4          |
| Highland              | 40.802     | 33.979       | 54,6   | 45,4     | 58,7          |
| Lothian               | 208.133    | 141.456      | 59,5   | 40,5     | 63,6          |
| Orkney                | 3.911      | 2.419        | 61,8   | 38,2     | 48,2          |
| Shetland              | 2.815      | 3.631        | 43,7   | 56,3     | 47,1          |
| Strathclyde           | 625.939    | 459.073      | 57,7   | 42,3     | 61,7          |
| Tayside               | 105.728    | 74.567       | 58,6   | 41,4     | 63,8          |
| Western Isles         | 3.393      | 8.106        | 29,5   | 70,5     | 50,1          |

### Wales
| Landesteil | Beteiligung % | Ja-Stimmen | Nein-Stimmen | Ja (%) | Nein (%) |
| ---------- | ------------- | ---------- | ------------ | ------ | -------- |
| Wales      | 66,7          | 865.135    | 472.071      | 64,70  | 37,30    |

| Grafschaft (Preserved County) | Ja-Stimmen | Nein-Stimmen | Ja (%) | Nein (%) | Beteiligung % |
| ----------------------------- | ---------- | ------------ | ------ | -------- | ------------- |
| Clwyd                         | 123.980    | 55.424       | 69,1   | 30,9     | 65,8          |
| Dyfed                         | 109.184    | 52.264       | 67,6   | 32,4     | 67,5          |
| Mid Glamorgan                 | 147.348    | 111.672      | 56,9   | 43,1     | 66,6          |
| South Glamorgan               | 127.932    | 56.224       | 69,5   | 30,5     | 66,7          |
| West Glamorgan                | 112.989    | 70.316       | 61,6   | 38,4     | 67,4          |
| Gwent                         | 132.557    | 80.992       | 62,1   | 37,9     | 68,2          |
| Gwynedd                       | 76.421     | 31.807       | 70,6   | 29,4     | 64,3          |
| Powys                         | 38.724     | 13.372       | 74,3   | 25,7     | 67,9          |

## Bewertung
Die Regierung hatte keine Mindest-Wahlbeteiligung als Bedingung für die Validität des Ergebnisses formuliert. Die Wahlbeteiligung lag mit 64 % niedriger als sonst bei Unterhauswahlen, schien aber immer noch akzeptabel. Mehr als zwei Drittel der Wähler und alle vier Landesteile (England, Schottland, Wales und Nordirland) hatten sich für den Verbleib in der EWG ausgesprochen, so dass sich Premierminister Wilson in seiner Politik bestätigt fühlen konnte. Innenminister Roy Jenkins meinte in einer Stellungnahme zum Ergebnis:

“It puts the uncertainty behind us. It commits Britain to Europe; it commits us to playing an active, constructive and enthusiastic role in it.”

„Es beendet die Unsicherheit. Es verpflichtet Britannien zu Europa; es verpflichtet uns, eine aktive, konstruktive und enthusiastische Rolle darin zu spielen.“

## Schlussbemerkungen
Trotz jahrzehntelanger Mitgliedschaft in der Europäischen Wirtschaftsgemeinschaft und ab 1994 Europäischen Union ist im Vereinigten Königreich seit dem Beitritt 1973 immer eine europaskeptische Grundstimmung verblieben. Interessanterweise haben sich die Positionen vieler politischer Parteien seit dem Referendum von 1975 umgekehrt. Zählten 1975 die Konservativen noch überwiegend zu den EWG-Befürwortern und war Labour in eine pro-europäische und eine euroskeptische Fraktion gespalten, so kehrte sich dieses ab etwa den 1990ern um. Waren die Regionalparteien Scottish National Party und Plaid Cymru 1975 noch EWG-Gegner, zählen sie heute zu den entschiedensten EU-Befürwortern. In Schottland war im Jahr 1975 die EWG-Skepsis größer als in England. Heute verhält es sich umgekehrt.